# مدال «برای دفاع از کی‌یف»
مدال (برای دفاع از کی‌یف) (به روسی: Медаль За оборону Киева) یک مدال جنگی اتحاد جماهیر شوروی سوسیالیستی در جنگ جهانی دوم که در ۲۱ ژوئن ۱۹۶۱ بنا شده است و برای مدافعان نظامی و غیر نظامی کی‌یف در طول ۱۹۴۱ میلادی که در برابر نیروهای آلمان نازی مقابله کردند به وجود آمده است.

برخی از دارندگان مدال :
- ایوان لادیگا
- کنستانتین روکوسوفسکی
- الکساندر رودیمسوف
- ایوان باقرامیان